# Museo de los Faroles y Rosario de Cristal
El Museo de los Faroles y Rosario de Cristal se encuentra en el interior de la iglesia del Sagrado Corazón de Jesús en la plaza de San Pedro Nolasco de Zaragoza. En él se exhiben las piezas de artesanía que componen el Rosario de cristal.
El Rosario de Cristal se celebra cada 13 de octubre en la capital aragonesa y consiste en una procesión nocturna de faroles y carrozas de cristal que corresponden a cada una de las partes que se rezan en la oración del rosario. 

## Historia
El 2 de enero de 1889 se instituyó la Real Cofradía del Santísimo Rosario de Nuestra Señora del Pilar. Su junta directiva decidió la construcción de carrozas que representaran cada una de las partes del rosario: Misterios, Padrenuestros, Avemarías, Glorias y la Letanía.
Su ejecución corrió a cargo del arquitecto del Ayuntamiento, Ricardo Magdalena y su construcción, del maestro de artesanos León Quintana. Los trabajos se llevaron a cabo con celeridad y ese mismo año tuvo lugar el primer desfile en Zaragoza. Al año siguiente se trasladó la celebración al 13 de octubre, y se le dio por primera vez su nombre actual: Rosario de Cristal.
En un primer momento, los faroles se alumbraban desde el interior mediante velas pero en el último tercio del siglo XX se le introduce la iluminación eléctrica que conocemos hoy en día.

## Contenido
El museo exhibe las piezas que desfilan en la procesión del 13 de octubre albergando 300 faroles y diversos estandartes. La exposición está organizada en el sentido procesional y se organiza en tres espacios diferenciados. Viene acompañada de una locución que se coordina con la iluminación de las diferentes piezas que se van explicando. 
La exposición acoge una representación de faroles de los diferentes misterios (gozosos, dolorosos y gloriosos) incluyendo un farol de los misterios luminosos añadidos por Juan Pablo II. También se puede contemplar una muestra de las carrozas que procesionan tras los misterios, auténticas obras maestras del vidrio, muchas de ellas cedidas por diferentes instituciones españolas como el Ministerio de Marina, la diócesis de Toledo o la diócesis Barcelona. Destacan por su belleza el farol de la Asunción, el de la Salve, los Santuarios Marianos y el de Santo Dominguito de Val. Pero por su monumentalidad destaca el farol la Hispanidad. 
Algún farol encierra una larga historia ya que participaba en procesiones anteriores al Rosario de Cristal. Tal es el caso de los que representan la Santa y Angélica Capilla y el Templo del Pilar. Este último está confeccionado con más de 130.000 piezas de cristal. Por último, la exposición recoge parte de los sesenta y tres faroles en forma de estrella que representan las letanías laurentinas.

## Galería

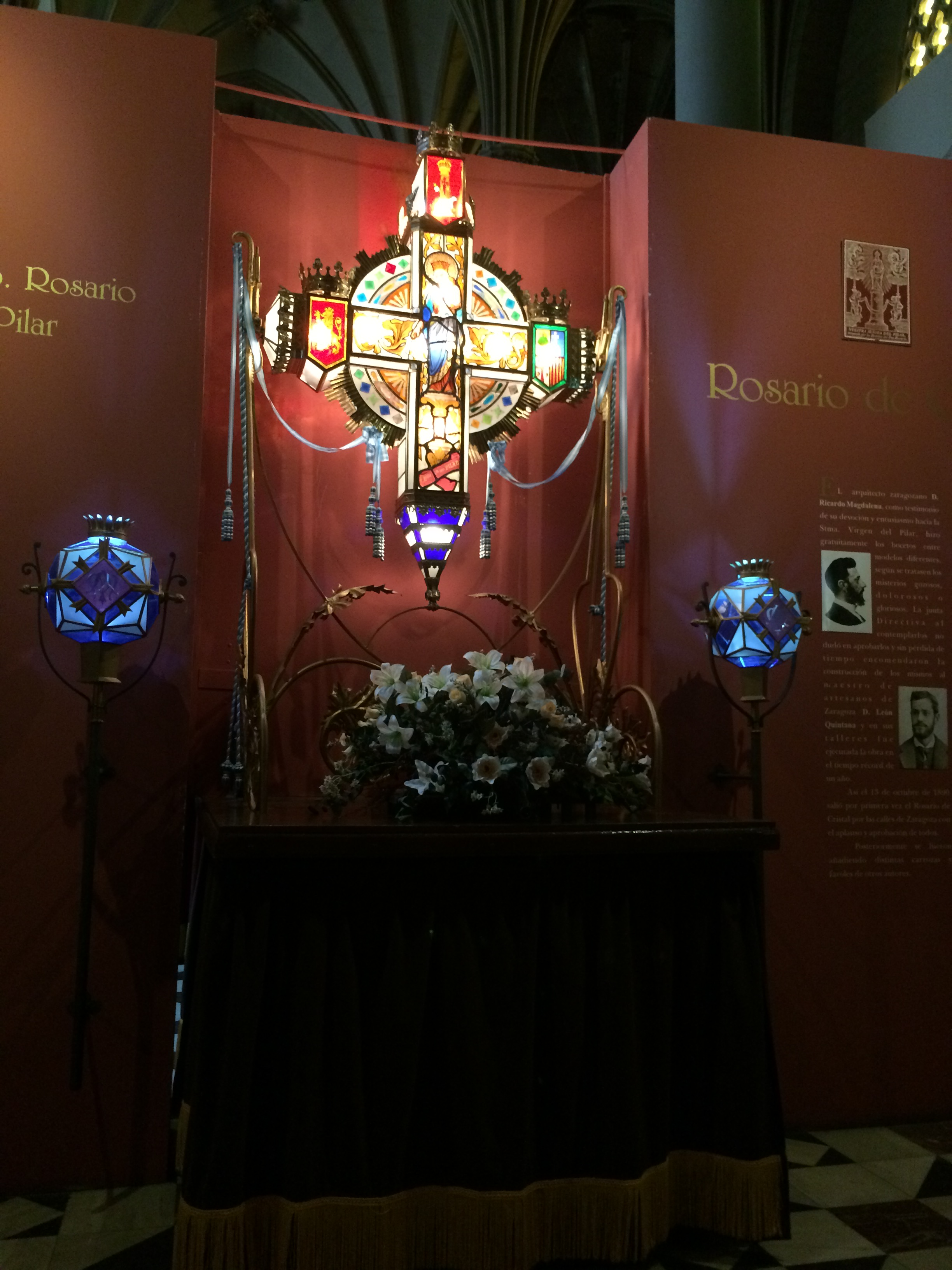
Farol de la Cruz
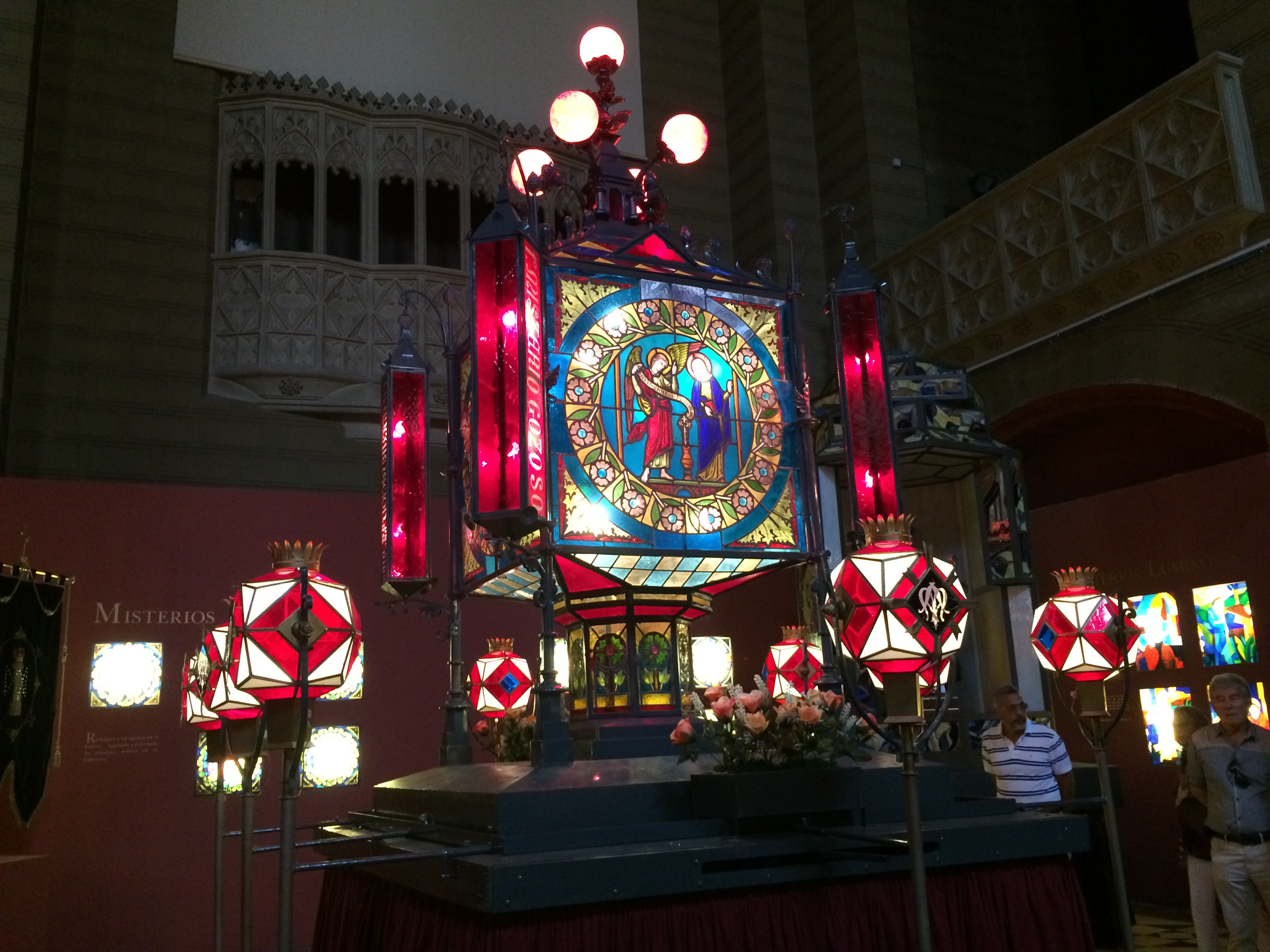
Uno de los misterios dolorosos
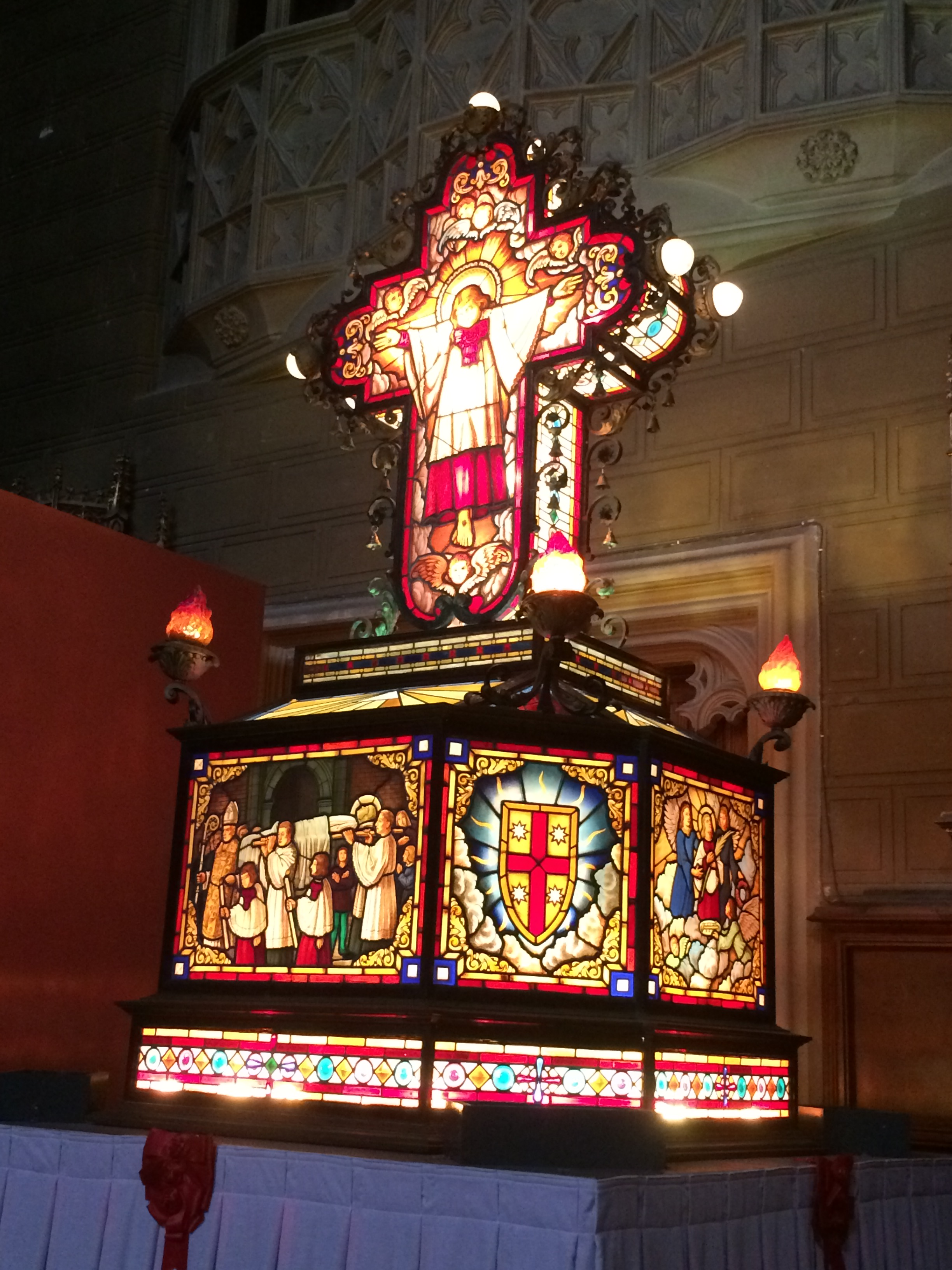
Farol de Santo Dominguito de Val
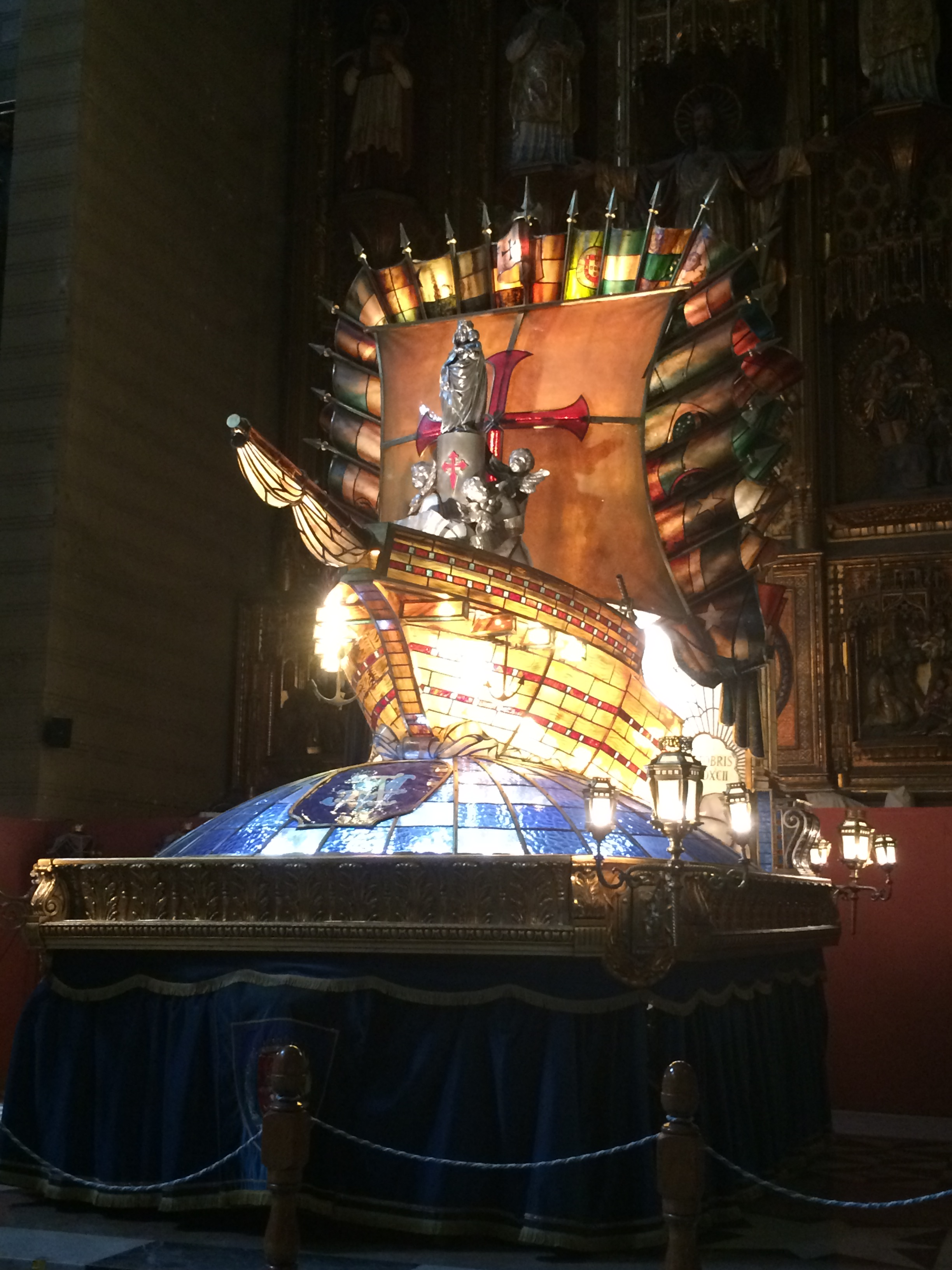
Farol de la Hispanidad
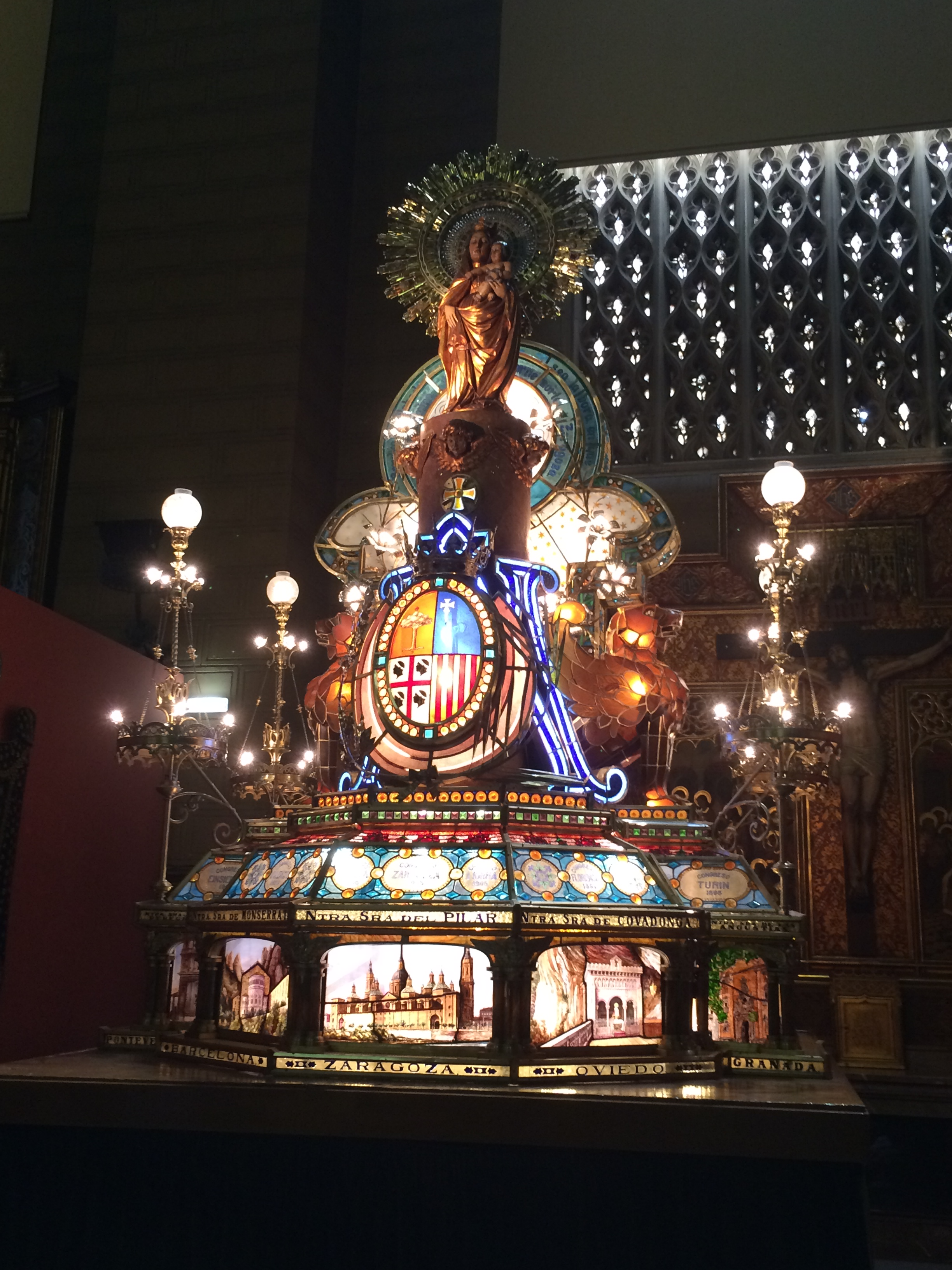
Farol de los Santuarios Marianos
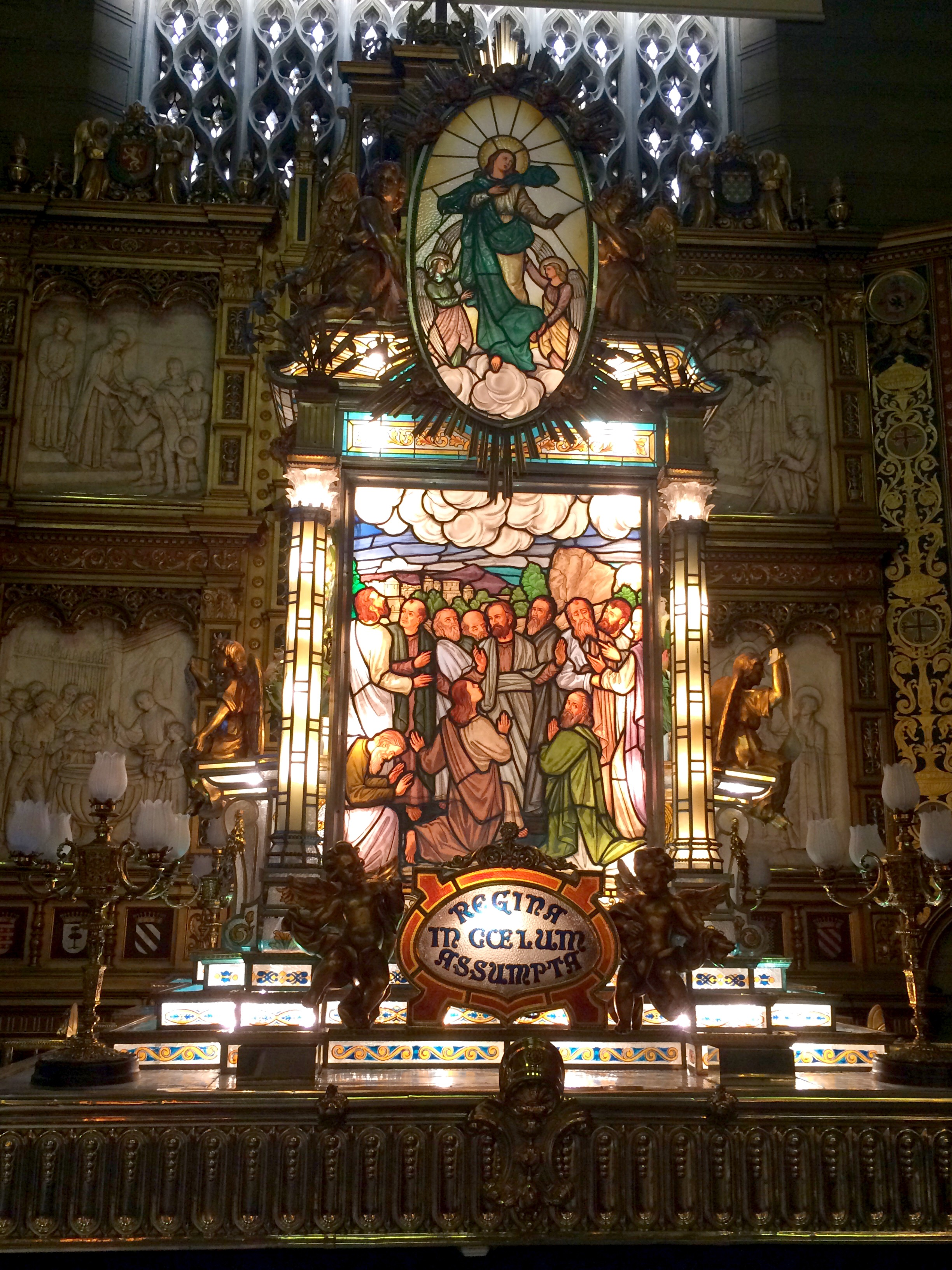
Farol de la Asunción
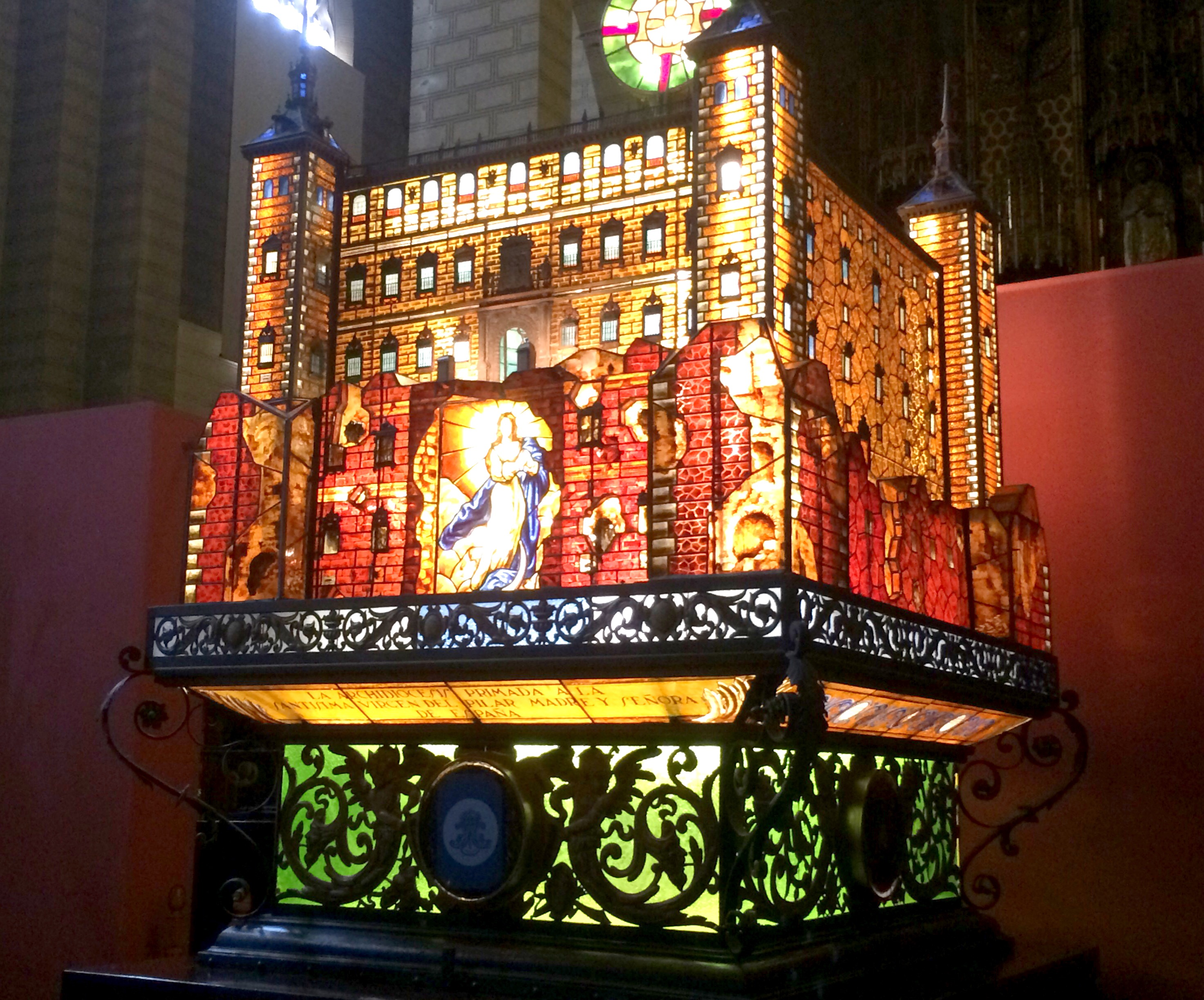
Farol del Alcázar de Toledo
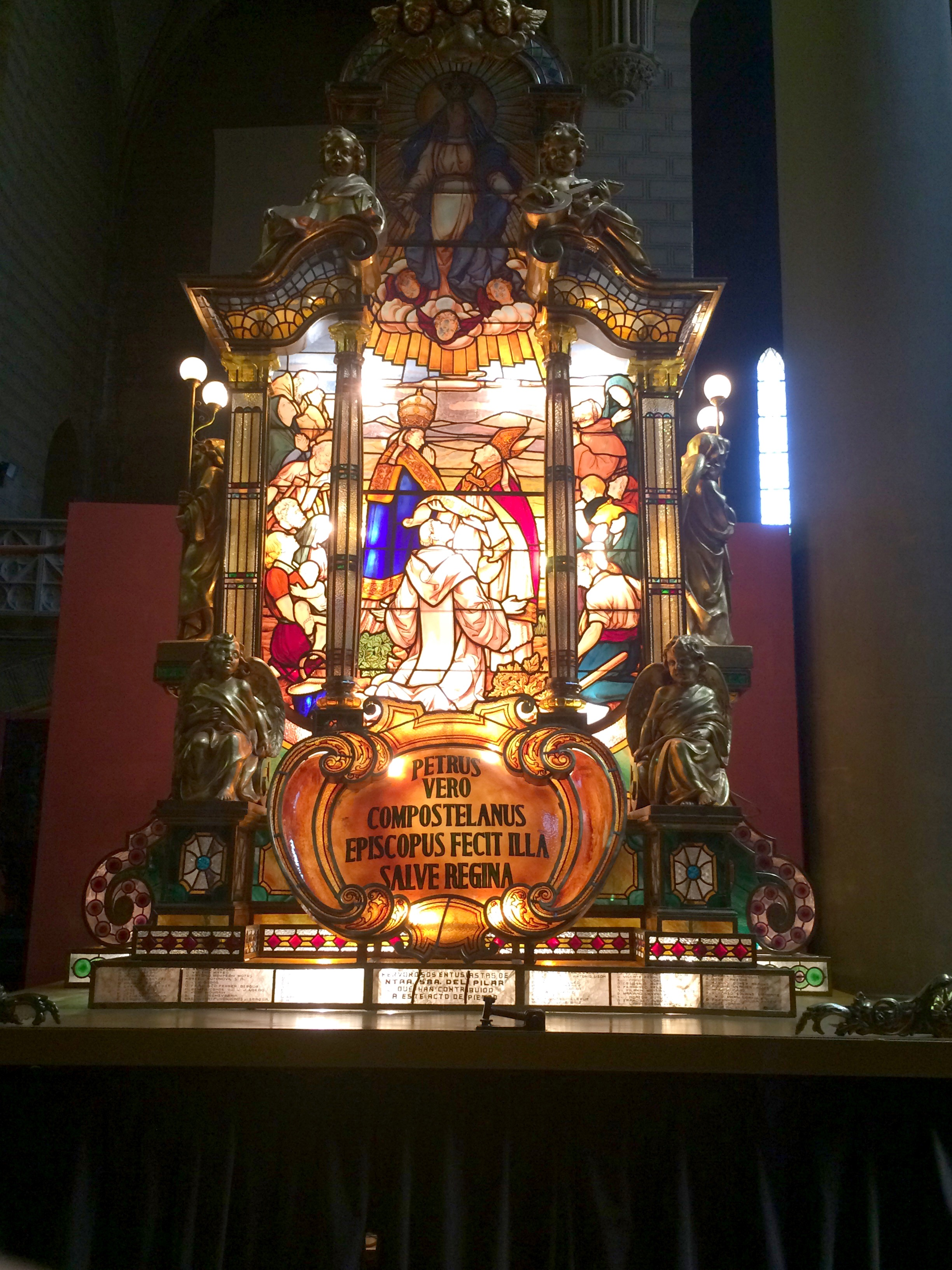
Farol de la Salve
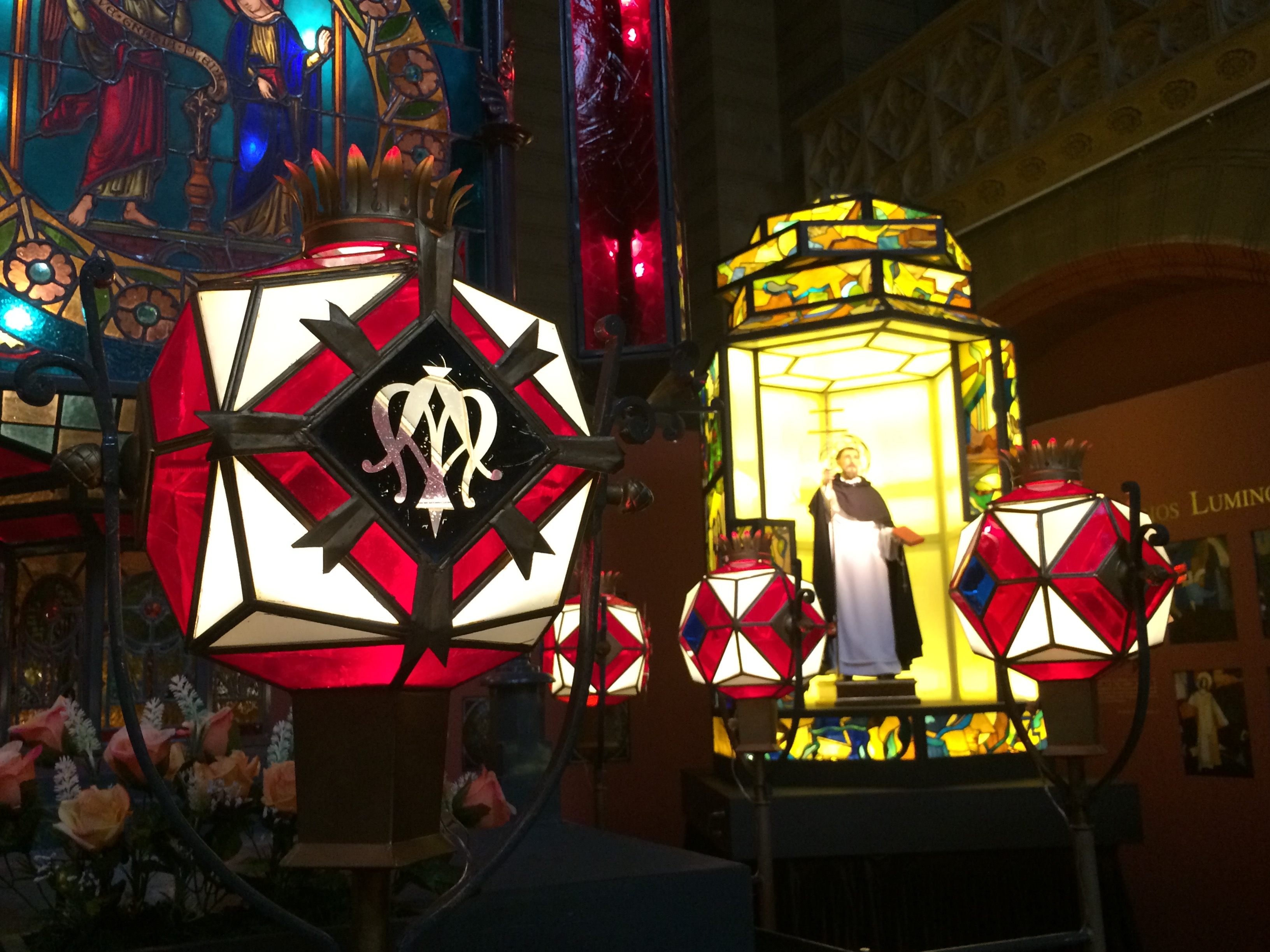
Detalle de farol
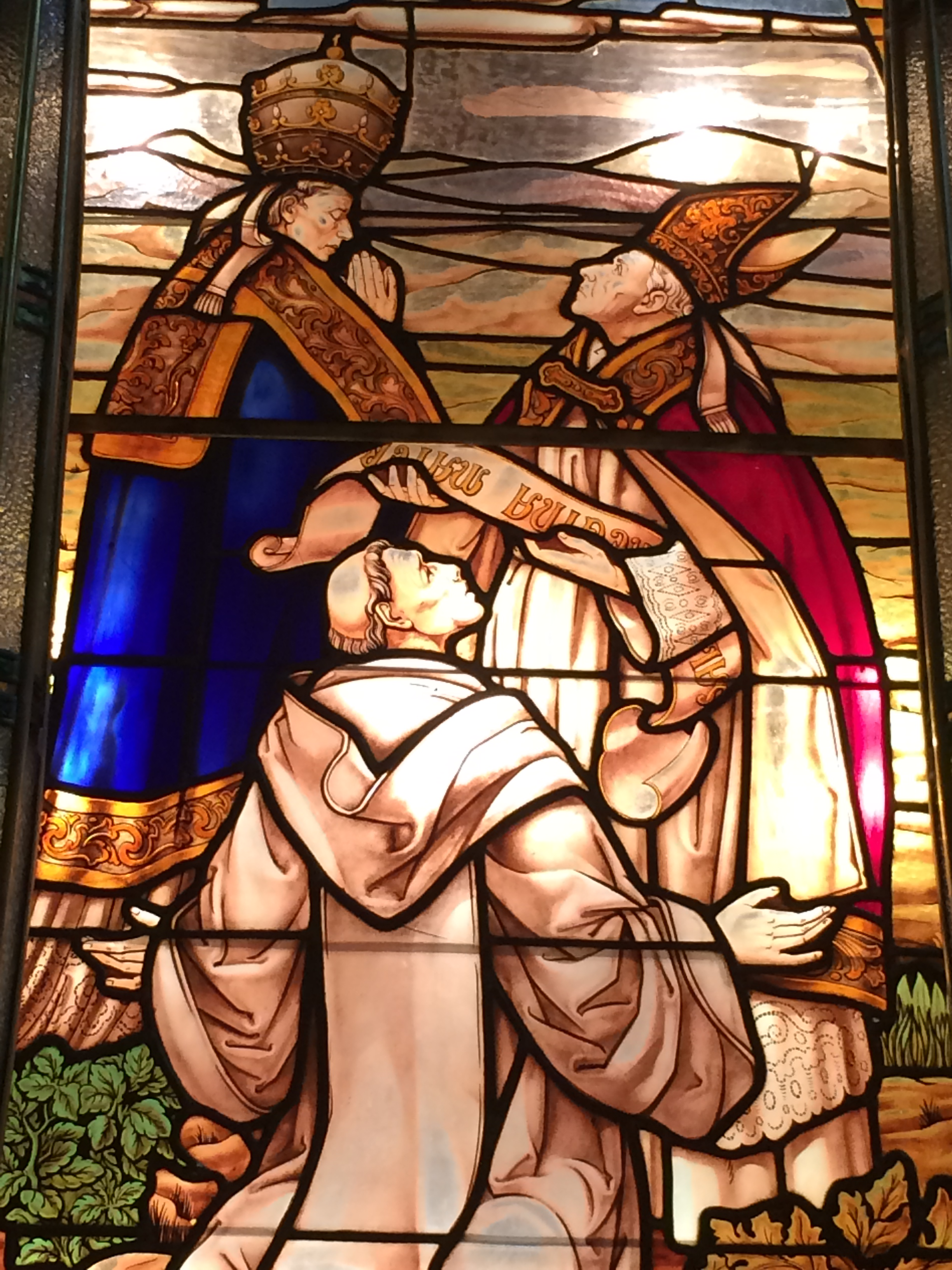
Detalle de vidriera de la Salve